# Alekszandr Boriszovics Popov
Alekszandr Boriszovics Popov (oroszul: Александр Борисович Попов; Krasznojarszk, 1959. november 17. –) világ- és Európa-bajnoki ezüstérmes szovjet-orosz súlyemelő.

## Sportpályafutása
Alekszandr Popov 1959. november 17-én született Krasznojarszkban. A súlyemelést tizenöt éves korában kezdte. 1983-ban lett a szovjet válogatott csapat tagja. Abban az évben az egyaránt Moszkvában rendezett világ- és Európa-bajnokságon is ezüstérmet szerzett. 1988-ban, egy Tallinnban rendezett nemzetközi versenyen új világrekordot állított fel lökésben, amit egészen 1993-ig nem tudtak megdönteni, akkor a Nemzetközi Súlyemelő-szövetség megváltoztatta a súlycsoportokat és együttesen eltörölte a régi rekordokat is.
Részt vett az 1988-as szöuli olimpián, ahol főként edzői nyomásra, hogy a végül a 100 kilogrammos súlycsoportban aranyérmet nyerő Pavel Kuznyecovnak helyet adjon, eggyel magasabb kategóriában lépett dobogóra és végzett az 5. helyen az ötkarikás játékokon.
Pályafutása kései szakaszában a 110 kilogrammosok mezőnyében versenyzett, 1993-ban immár orosz színekben Európa-bajnoki bronzérmes lett a szófiai kontinensviadalon.
1996 és 2008 között az ő nevét viselő regionális junior bajnokságot rendeztek hazájában.